# Вайлант, Ян
Ян Вайлант (нидерл. Jan Vaillant), чья фамилия ошибочно переводится на французский манер Вайан или Вальян (1624 год, Рэйсел — 1668 год, Ханау) — фламандский художник и гравёр золотого века нидерландской живописи; младший брат Валлеранта Вайланта.

## Подробнее
Один из пяти братьев-художников; ученик старшего из них — Валлеранта. Родился в Рэйселе в 1624 году, занимался живописью с некоторым успехом, но бракосочетавшись во Франкфурте, посвятил себя торговле.